# Каульбарс, Николай Васильевич
Барон Николай Васильевич Каульбарс (нем. Nikolai Reinhold Friedrich Freiherr von Kaulbars; 3 июня 1842, Санкт-Петербург — 20 ноября 1905, Санкт-Петербург) — российский военный писатель и картограф, генерал от инфантерии, член Императорского Русского географического общества.

## Биография
Происходил из баронского рода шведского происхождения; сын генерал-лейтенанта Василия Романовича Каульбарса, внук генерала от инфантерии Ф. В. Дризена. Дядя (брат отца) — Карл Романович Каульбарс, генерал-лейтенант.
Образование получил в Николаевском кавалерийском училище, из которого 16 июня 1861 года был выпущен прапорщиком в лейб-гвардии Гатчинский полк, с которым в 1863 году участвовал в усмирении польского мятежа и за дело 9 августа при с. Ольксенишки награждён (в 1865 году) орденом св. Анны 4-й степени с надписью «За храбрость».
В 1867 году Каульбарс окончил Николаевскую академию Генерального штаба и исполнял различные поручения по должности офицера Генерального штаба, в 1875 году произведён в полковники. За это время он был удостоен орденов св. Станислава 2-й степени (в 1871 году, императорская корона к этому ордену пожалована в 1873 году) и св. Анны 2-й степени (в 1876 году).
В 1877 году назначен начальником штаба 1-й гвардейской пехотной дивизии, с которой и участвовал в русско-турецкой войне 1877—1878 годов, в сражениях под Горным Дубняком (орден св. Владимира 4-й степени с мечами и бантом), Плевной, Этрополем (орден св. Владимира 3-й степени с мечами), Араб-Конаком, Татар-Базарджиком и Филиппополем. За переход через Балканы Каульбарс получил золотую саблю с надписью «За храбрость» (13 января 1879 года).
В 1878 году Каульбарс был российским делегатом для проведения демаркационной линии во время перемирия между турецкими и черногорскими войсками; в том же году был командирован сперва русским делегатом в международную комиссию для проведения черногорской границы, а затем русским военным агентом при австрийской оккупационной армии в Боснии; в 1879 году Каульбарс был вторично командирован русским делегатом в международную комиссию для проведения черногорской границы и по окончании трудов в этой комиссии был 15 декабря 1879 года назначен флигель-адъютантом к Его Императорскому Величеству.
В 1881 году Каульбарс получил новое назначение — военным агентом в Австрии. В 1883 году отправлен в Болгарию для переговоров с князем Александром I Болгарским и для заключения военной конвенции о службе русских офицеров в Болгарском княжестве.
4 апреля 1885 года произведён в генерал-майоры (со старшинством от 30 августа 1885 года), в 1886 году назначен в распоряжение Главнокомандующего войсками гвардии и Санкт-Петербургского военного округа. В сентябре — ноябре 1886 года пребывал в Болгарии с особым дипломатическим поручением (см. Болгарский кризис).
В 1889 году Каульбарс был назначен начальником штаба 6-го армейского корпуса, в 1891 году — начальником штаба Финляндского военного округа, в 1894 году произведён в генерал-лейтенанты, в 1898 году назначен членом Военно-учёного комитета Главного штаба, а по преобразовании его в Комитет Главного штаба — членом последнего.
В последний год жизни Каульбарс был произведён в генералы от инфантерии и уволен по болезни в отставку. Умер 20 ноября 1905 года в Санкт-Петербурге, похоронен на кладбище Новодевичьего монастыря.

## Семья
Брат — Александр Васильевич Каульбарс (1844—1929). Жена брата — родная сестра жены Н. В. Каульбарса — Екатерина Владимировна, урожд. Желтухина (1847—1919)
Брат — Карл Германович (Васильевич) Каульбарс (1856—1924), яхтсмен, путешественник. После Октябрьской революции — в эмиграции. Его дочь Виолетта (род. в 1889) жила в Аргентине.
Сестра — Мария Васильевна Каульбарс (1860—1932, Таллин). Её муж — Константин Карлович Штакельберг
Жена (с 1868 г.) — Прасковья Владимировна (1845—1934, Париж), дочь генерала от инфантерии В. П. Желтухина, возглавлявшего Пажеский корпус.
Дети:
- Александрина (1868—1940, Астрахань)
- Екатерина (1870—1939, Астрахань), в замуж. Вольф
- Мария (ум. в детстве)
- Елизавета (1874—1932, Хельсинки), в замуж. Штаудингер
- Василий (ум. в детстве)
- Лидия (1878—1923, Петроград). Сестра милосердия Российского Красного креста
- Евгения (1879—1963, ЮАР), в замуж. Кандыба. В Русско-японскую войну была сестрой милосердия и удостоилась от Николая II золотой медали. Её дочь — Елизавета Григорьевна Фокскрофт (1912—1989), историк, филолог; основала русский отдел при Южно-Африканском университете[4].

## Географические исследования
Каульбарс был деятельным членом Императорского Русского географического общества. На основании критической разработки литературы, относившейся к данному предмету, им доставлены и изданы карты: Австралии в масштабе 1:6300000 — вышла в 3 изданиях 1875, 1877 и 1894 гг., Южной Америки в масштабе 1:6300000 — в 1885 г, Африки и Аравии в масштабе 1:6300000 — в 1893 г. В этих работах, кроме громадности труда, следует отметить новые названия географических мест на русском языке, что было необходимо, так как эти карты были первыми самостоятельными трудами такого рода на русском языке. 

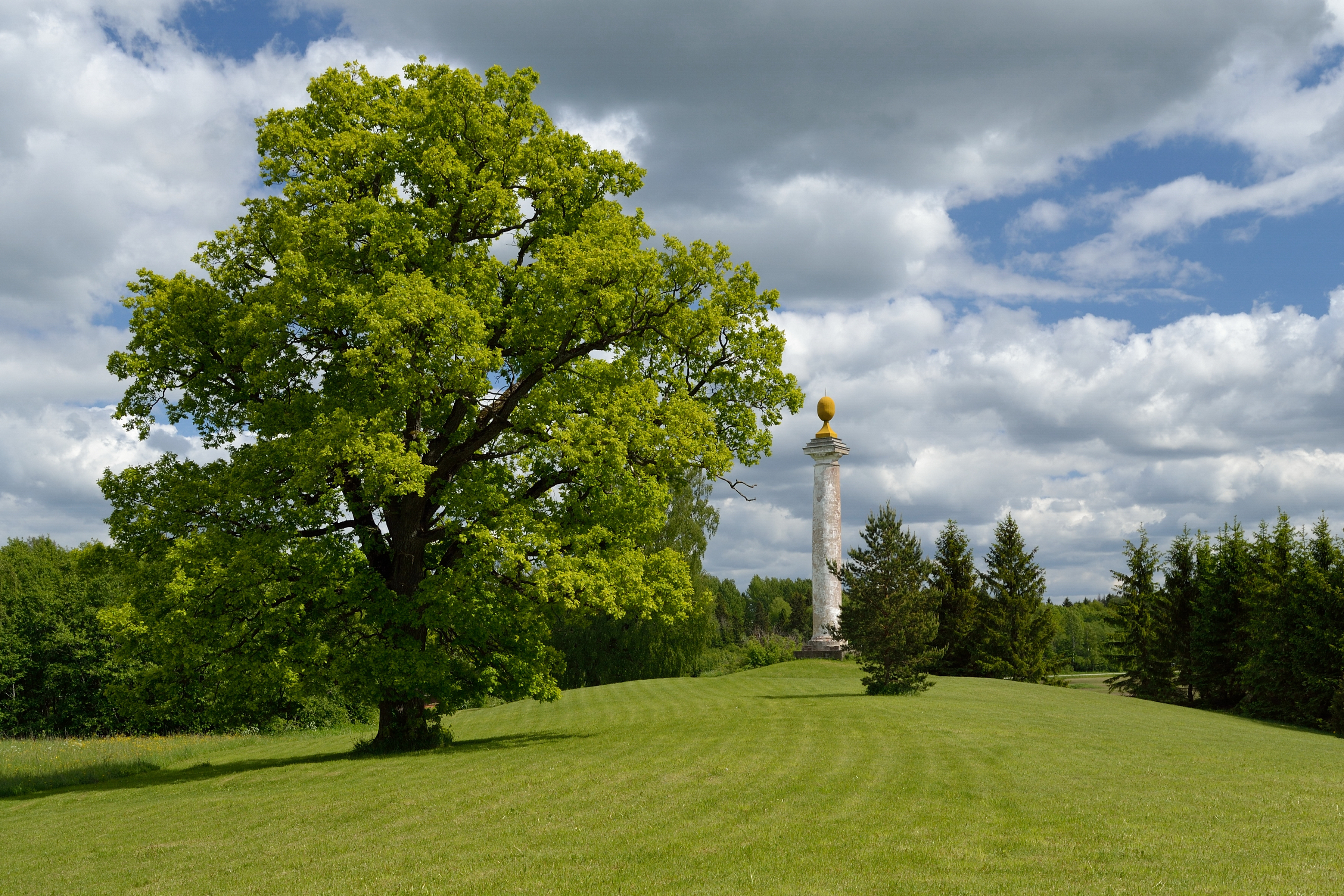
Памятный знак в честь успехов русского оружия в имении Каульбарсов Меддерс

Другой значительной работой Каульбарса карта метеорологических станций, устроенных РГО. Кроме того, Н. В. Каульбарс содействовал организации экспедиций Н. Н. Миклухо-Маклая на острова Океании. В 1888 году производил гипсометрические наблюдения между Онежским озером и Белым морем, а в 1889 году был представителем России на международном географическом конгрессе в Париже.

## Сочинения
- О необходимости русской морской станции на островах Тихого океана // «Голос», 1870
- Письма с театра войны // «Правда», 1877
- Заметки о германской армии // «Военный сборник», 1877—1878 (отдельное издание: СПб., 1878 г.)
- Письма из Сараева об австрийской оккуцации Боснии и Герцеговины // «Русский инвалид», 1878
- Письма из Черногории и Албании // «Русский инвалид», 1878
- Заметки о Черногории. СПб., 1882
- Отчет о материалах, собранных H. H. Миклухо-Маклаем на островах Тихого океана и в Чёрном море // «Известия Императорского русского географического общества», 1889
- Apercus des travaux géographiques en Russie. СПб., 1889.
- Заметка «Снег необычной формы» // Известия Императорского русского Географического общества. Том XXV. 1889. СПб[5].
- Германская армия и принципы её быта и обучения. СПб., 1890
- Записки об австрийской армии. СПб., 1891 (французский перевод: Les armées de la Triple-Alliance: l’armée austro-hongoroise[6]. Paris, 1893)

## Награды
- Орден Святой Анны 4-й ст. (1863),
- Орден Святого Станислава 2-й ст. (1871),
- Орден Святой Анны 2-й ст. (1876),
- Орден Святого Владимира 4-й ст. (1878),
- Орден Святого Владимира 3-й ст. (1878),
- Золотое оружие «За храбрость» (1879)